# Orbamia octomaculata
Orbamia octomaculata är en fjärilsart som beskrevs av Hans Daniel Johan Wallengren 1872. Orbamia octomaculata ingår i släktet Orbamia och familjen mätare. Inga underarter finns listade i Catalogue of Life.